# Neobrachytherium
Neobrachytherium is een geslacht van uitgestorven hoefdieren uit de Proterotheriidae van de Litopterna. Dit dier leefde tijdens het Mioceen in Zuid-Amerika. 

## Voorkomen
Fossielen van Neobrachytherium zijn gevonden in Argentinië. Het geslacht omvat meerdere soorten. N. ullumense leefde tijdens de South American Land Mammal Age Chasicoan (10,0–9,0 miljoen jaar geleden) met fossiele vondsten in Arroyo Chasicó. Tijdens het Huayquerian (9,0–6,8 miljoen jaar geleden) leefden meerdere soorten. De typesoort N. ameghinoi is bekend uit de Ituzaingo-formatie. In afzettingen in Catamarca zijn fossielen van N. morenoi (Andalhuala- en Corral Quemado-formaties) en N. intermedium (Corral Quemado-formatie) gevonden.

## Kenmerken
Neobrachytherium had met een lichaamslengte van een meter een gewicht van 25 tot 45 kilogram het formaat van een schaap. Het was een herbivoor die zich in bosgebieden voedde met bladeren, twijgen en knoppen. De leefwijze kwam hiermee overeen met die van hedendaagse kleinere bosbewonende evenhoevigen zoals muntjaks en duikers. Neobrachytherium had aan elke voet drie tenen, waarvan echter alleen de middelste in contact kwam met de grond. De functionele monodactylie komt ook bij bepaalde uitgestorven paarden - Anchitherium en verwanten - voor. Neobrachytherium  had een paar lange, puntige verlengde snijtanden.